# Наводнения в Южной Азии (2025)
С июня по сентябрь в южноазиатских странах идут муссонные дожди, из-за чего каждый год происходят стихийные бедствия. В 2025 году вызванные муссонами наводнения унесли жизни более 400 человек в Индии, Непале и Пакистане.

## Предпосылки и причины
Муссоны в Южной Азии идут каждый год с июня по сентябрь, но в 2025 году сезон дождей был сильнее, чем в среднем. Из-за этого на Гималаи хлынули обильные дожди, размыли дороги внезапные паводки, а оползни приняли огромный масштаб. Всё дело в изменениях климата, из-за чего сезонные наводнения стали происходить чаще и нести больше разрушений. По состоянию на середину августа власти Пакистана, Индии и Непала подтвердили гибель более 400 человек, десятки людей по-прежнему имеют статус пропавших без вести.
Из-за изменений климата стихийные бедствия, связанные с муссонами, происходят всё чаще и чаще. Помимо этого они несут больше разрушений в отличие от предыдущих муссонов. При этом наводнения в будущем могут стать более смертоносными в том случае, если инфраструктура не будет адаптирована к региону, считают эксперты. К примеру, в июле 2025 года в Пенджабе дождей было больше на 73 процента, чем в 2024 году. Это привело к большей смертности.

## Пострадавшие страны

### Индия
Начиная с 20 июня в северном штате Химачал-Прадеш идут сильные проливные дожди, в результате которых происходят наводнения, оползни и дорожно-транспортные происшествия. К началу июля на территории штата закрылись для движения 204 автомобильные дороги, была повреждена инфраструктура, а также отмечались проблемы с электричеством (ущерб от дождей к тому моменту оценивался в 46 миллионов долларов). К середине июля из-за муссонных дождей погибло 125 человек, были закрыты 468 автомобильных дорог и прерваны 676 водопроводных сетей.
Наводнение в Индии также затронуло округ Киштвар (индийский Кашмир). Деревню Часоти, где собрались паломники, внезапно накрыл паводок. Известно о не менее 60 погибших, более 100 раненых и не менее 200 пропавших без вести людей. Для спасения пострадавших задействовали армейскую авиацию.
Премьер-министр Индии Нарендра Моди отметил, что стихийные бедствия являются серьёзным испытанием как для населения, так и для спасательных служб.

### Пакистан
Муссонные дожди вызвали наводнения, оползни и удары молний в провинции Хайбер-Пахтунхва, где за два дня погибли 307 человек. Особенно пострадавшим от ливней стал округ Бунер: там насчитали 184 жертвы. Продолжающиеся дожди осложняют спасательные операции, из-за плохой погоды разбился спасательный вертолёт (погибло пять членов экипажа). Из-за большого количества жертв в провинции объявлен день траура.
Погибшие от наводнений есть и в других пакистанских регионах. Так, в пакистанском Кашмире погибло 9 человек, в Гилгит-Балтистане — 5. В округе Шангла десятки людей пропали без вести. Пострадавшие округи Бунер, Баджаур, Сват, Шангла, Мансехра и Баттаграм власти объявили зонами стихийного бедствия. Для извлечения тел из-под завалов и оказания помощи пострадавшим задействованы 2000 спасателей.

### Непал
В июне в стране начался сезон дождей. К середине августа в Непале из-за наводнений погиб 41 человек, ещё 121 получил ранения. Также известно о не менее 20 пропавших без вестей жителей.